# Водник прве класе
Водник прве класе је у Војсци Србије други подофицирски чин. за дужности командира одељења, као и за почетне дужности у службама. Укинут је доношењем новог закона о Војсци Републике Србије 11. децембра 2007. године, а поново је уведен изменама и допунама Закона о Војсци Србије 27. децембра 2019. године. У чин водника прве класе (до укидања) могао је бити унапређен водник када, поред осталих услова, проведе у чину три године. Водник прве класе је био највиши чин за питомце школа за резервне официре. Осим у Копненој војсци и Ваздухопловству и противваздушној одбрани користио се и у Речној флотили Војске Србије.
У већини армија света одговарајући чинови воднику прве класе и осталим српским подофицирским чиновима јесу разни облици чина наредника и сл.
Чин водника се први пут појавио у најамничким и стајаћим армијама у XV веку. Између XV и XVIII века био је једини подофицирски чин. У српској војсци се користи од 1860. године, а постојао је и у југословенској војсци као звање за командира вода. Током Народноослободилачког рата у НОВ и ПОЈ уведен је 1. маја 1943. године као трећи подофицирски чин (после десетара и млађег водника). У Југословенској народној армији установљен је тек 1964. године и као такав постојао је и у Војсци Југославије и Војсци Србије и Црне Горе.

## Галерија
- Водник  класе
ЈА
(1943—1947)
- Водник  класе
ЈНА
(1951—1982)
- Водник  класе
ЈНА, ВЈ и ВСЦГ
(1982—2006)
- Водник  класе
полиције Србије
(1992—2002)